# Gheorghe Nițu
Gheorghe Nițu (n. 19 noiembrie 1960) este un fost jucător român de fotbal care a activat pe postul de portar.

## Jucător
- Argeș Pitești (1979-1981)
- Steaua București (1981-1983)
- Scornicești (1983-1985)
- Victoria (1985-1989)
- Bursaspor (1990-1992)
- Farul (1992-1994)
- Budapesti VSC (1995)
- Electroputere Craiova (1995-1996)
- Ceahlăul (1996-1997)
- Sportul Studențesc (1997-1998)
- Ceahlăul (1998-1999)